# Clown (singel Emeli Sandé)
Clown – jest to piąty singel brytyjskiej wokalistki Emeli Sandé z jej debiutanckiego albumu studyjnego Our Version of Events, wydany 3 lutego 2013 roku w Wielkiej Brytanii. Twórcami tekstu są Emeli Sandé, Naughty Boy oraz Grant Mitchell, natomiast za produkcję utworu odpowiada Naughty Boy.

## Teledysk
Teledysk miał swoją premierę 6 grudnia 2012 roku, a jego reżyserem jest WIZ. Klip jest stylizowany na niemy film przedstawia wokalistkę w towarzystwie grupy mężczyzn ubranych w militarne mundury.

## Format wydania
Digital EP
1. „Clown” – 3:41
2. „Clown” (Live at the Royal Albert Hall) – 4:06
3. „Kill the Boy” – 3:43
4. „Clown” (Instrumental) – 3:41
5. „Clown” (Music video) – 3:46

## Pozycje na listach
| Lista                                    | Najwyższa pozycja |
| ---------------------------------------- | ----------------- |
| Australia (ARIA Charts)                  | 34                |
| Austria (Ö3 Austria Top 40)              | 30                |
| Belgia (Flandria) (Ultratop 50 Flanders) | 32                |
| Holandia (Single Top 100)                | 25                |
| Irlandia (IRMA)                          | 6                 |
| Niemcy (Media Control Charts)            | 36                |
| Słowacja (Rádio Top 100)                 | 29                |
| Szkocja (The Official Charts Company)    | 3                 |
| Szwajcaria (Schweizer Hitparade)         | 42                |
| Wielka Brytania (UK Singles Chart)       | 4                 |

| Państwo               | Certyfikat | Sprzedaż |
| --------------------- | ---------- | -------- |
| Wielka Brytania (BPI) | Złoto      | 400 000+ |